# ノーンドーン駅
ノーンドーン駅（ノーンドーンえき、タイ語:สถานีรถไฟหนองโดน）は、タイ王国中部サラブリー県ノーンドーン郡にある、タイ国有鉄道北本線の駅である。

## 概要
ノーンドーン駅はタイ王国中部サラブリー県の人口約1万4千人が暮らすノーンドーン郡にある、タイ国有鉄道北本線の駅である。クルンテープ駅から116.56km地点にあり、快速列車で2時間30分程度である。町の中心部にあり、駅の正面側（東側）が、市街地である。
二等駅で1日当たり22列車（11往復）が発着しその内訳は、快速2往復、普通9往復である。
また当駅を含むクルンテープ駅よりロッブリー駅までは、複線区間である（一部3線区間）。

## 歴史
1897年3月26日にタイ官営鉄道最初の区間が、クルンテープ駅 - アユタヤ駅間に開業した。1900年12月21日に当初計画のナコンラチャシーマ駅まで完成した。この頃北本線をチエンマイまで整備する事なり、延伸開業の後1901年4月1日にロッブリー駅まで完成し、これに伴い当駅も開業した。当駅開業の約21年後の1922年1月1日に、チエンマイ駅までの全通完成を見た。
- 1897年3月26日 【開業】クルンテープ駅 - アユタヤ駅 (71.08km)
- 1897年5月1日  【開業】アユタヤ駅 - バーンパーチー駅 (18.87km)
- 1901年4月1日  【開業】バーンパーチー駅 - ロッブリー駅 (42.86km)

## 駅構造
相対式ホーム及び島式1面の複合型ホーム3面3線をもつ地上駅であり、駅舎はホームに面している。